# Michaela Řeháková
Michaela Řeháková (* 19. července 1986) je česká fotomodelka.

## Osobní život
Michaela Řeháková pochází ze Zlína.
V letech 2001–2005 studovala na Střední škole hotelové Zlín s.r.o. V letech 2005–2010 studovala bakalářský obor Cestovní ruch a následně navazující magisterský obor Management cestovního ruchu na Vysoké škole obchodní v Praze a získala titul Ing.

## Soutěže Miss
- Miss Europe-Junior 2004/05 – finalistka[2]
- Miss Model – II. vicemiss[3][4]

V roce 2007 se zúčastnila soutěže krásy Česká Miss, kde se probojovala až do finále a získala titul Miss Marketing. Reprezentovala Českou republiku na mezinárodní soutěži krásy Top Model of the World 2007, jejíž finále se konalo 18. ledna 2007 v egyptské Hungdadě. Zde se umístila v TOP 15 a ještě získala titul The Best of Catwalk (Královna přehlídkových mol).[zdroj?]